# 奈良社会保険事務局
奈良社会保険事務局（ならしゃかいほけんじむきょく）は、奈良県奈良市にあった社会保険庁の地方支分部局で、奈良県を管轄していた。

## 管内社会保険事務所等
- 奈良社会保険事務所(奈良社会保険事務局奈良社会保険事務室)
- 大和高田社会保険事務所
- 奈良社会保険事務局桜井事務所（桜井社会保険事務所）
- 奈良年金相談センター(来訪相談専用センター)